# Cidaphus glabrosus
Cidaphus glabrosus là một loài tò vò trong họ Ichneumonidae.